# Nossa Senhora do Amparo

Os registros mais antigos da Igreja de Nossa Senhora do Amparo, na Ilha de Itamaracá, datam da primeira metade do século XVIII.

Nossa Senhora do Amparo é uma devoção mariana, isto é, de Maria (mãe de Jesus), presente em Portugal supostamente desde a Antiguidade e no Brasil desde os primeiros tempos após a descoberta. Um dos primeiros templos erguidos no Brasil dedicados à Nossa Senhora do Amparo foi o de Olinda, que já existia em 1617.

## Oração à Nossa Senhora do Amparo
Ó dulcíssima Senhora do Amparo, bem sabemos que, miseráveis pecadores, não éramos dignos de vos possuir neste vale de lágrimas; mas sabemos, também, que a vossa grandeza não voz faz esquecer a nossa miséria, e, no meio de tanta glória, a vossa compaixão, longe de diminuir, aumenta cada vez mais para conosco (pede-se a graça).
Do alto do trono em que reinais sobre todos os Anjos e Santos, volvei para nós os vossos olhos misericordiosos! Vede a quantas tempestades e mil perigos estaremos, sem cessar, expostos até o fim da nossa vida.
Pelos merecimentos da fé, da confiança e da santa perseverança na amizade de Deus, pedimos que possamos um dia ir beijar os vossos pés e unir as nossas vozes as dos espíritos celestes, para vos louvar e cantar as vossas glórias, eternamente, no céu.
Assim seja.